# Tim Horan
Timothy James Horan (Sídney, 18 de mayo de 1970) es un exjugador australiano de rugby que se desempeñaba como centro.
Tim Horan integró al seleccionado Wallabie que se consagró campeón del Mundo en Inglaterra 1991 y ocho años después en Gales 1999. Es considerado como uno de los más grandes jugadores en su posición de la historia por su gran velocidad y habilidad de manos. Desde 2003 es miembro del Salón de la Fama del Rugby.

## Participaciones en Copas del Mundo
Disputó la Copa del Mundo de Rugby de Inglaterra 1991 donde recibió la mejor asistencia de la historia del Mundial de parte de David Campese para marcar ante los All Blacks en semifinales, los Wallabies se consagrian campeones del Mundo por primera vez. En Sudáfrica 1995 Australia fue derrotada en cuartos por el XV de la Rosa repitiendo el duelo de la final anterior. Jugó su último mundial en Gales 1999 donde los Wallabies llegaron a con jugadores como Stephen Larkham, Chris Latham, George Gregan, Matt Burke y Tim Horan. Ganaron su grupo cómodamente ante Rumania, los XV del trébol y USA. En cuartos de final superaron al anfitrión Gales 24-9, luego en semifinales enfrentaron al campeón vigente Sudáfrica, en un partido muy parejo que terminó en empate a 18 y debió jugarse el tiempo extra. El partido estaba empatado 21-21 cuando Gregan pasó el balón a Larkham y éste pateó un drop goal a 48 metros del In-goal, un penal de Burke definiría el partido 21-27. Finalmente los Wallabies vencieron 35-12 a Francia y se consagraron campeones del Mundo por segunda vez en su historia, siendo la primera selección en lograrlo.
| Mundial                       | Sede       | Resultado        | Partidos | Tries |
| ----------------------------- | ---------- | ---------------- | -------- | ----- |
| Copa Mundial de Rugby de 1991 | Inglaterra | Campeón          | 5        | 4     |
| Copa Mundial de Rugby de 1995 | Sudáfrica  | Cuartos de final | 3        | 0     |
| Copa Mundial de Rugby de 1999 | Gales      | Campeón          | 5        | 2     |